# Onthophagus eulaminicornis
Onthophagus eulaminicornis là một loài bọ cánh cứng trong họ Bọ hung (Scarabaeidae).